# Smygehuk
Smygehuk er Skånes og Sveriges sydligste punkt ved Smygehamn. Smygehuk ligger ca. 12 km øst for Trelleborg i Trelleborgs kommune i Skåne län. Byen har en lille fiskeri- og lystbådehavn. 